# کرچلیگت
کِرچِلیگت (به مجاری:  Kercseliget) یک منطقهٔ مسکونی در مجارستان است که در ناحیه کاپوشوار واقع شده‌است. کِرچِلیگت ۱۹٫۴۷ کیلومتر مربع مساحت و ۳۵۷ نفر جمعیت دارد.